# キャロウ・ロード
キャロウ・ロード（Carrow Road）は、イングランドのノーフォーク州ノリッジにあるスタジアム。ノリッジ・シティFCのホームスタジアムとなっている。

## 入場者数

### 平均入場者数
- 2014-15: 26,367人 (チャンピオンシップ)
- 2013-14: 26,805人 (プレミアリーグ)
- 2012-13: 26,672人 (プレミアリーグ)
- 2011-12: 26,548人 (プレミアリーグ)
- 2010-11: 25,386人 (チャンピオンシップ)
- 2009-10: 24,671人 (フットボールリーグ1)
- 2008-09: 24,543人 (チャンピオンシップ)
- 2007-08: 24,527人 (チャンピオンシップ)
- 2006-07: 24,544人 (チャンピオンシップ)
- 2005-06: 24,833人 (チャンピオンシップ)
- 2004-05: 24,350人 (プレミアリーグ)
- 2003-04: 18,866人 (ディヴィジョン1) ＊シーズン中に一部スタンド改修
- 2002-03: 20,352人 (ディヴィジョン1)

### 最大入場者数
- 43,984人 (FAカップ 6回戦) ノリッジ v レスター, 1963.3.30
- 27,091人 (プレミアリーグ) ノリッジ v アーセナル, 2015.11.28 (全面座席改修後)